# Departamento Chilecito
Chilecito es un departamento ubicado en la provincia de La Rioja (Argentina). La cabecera departamental es la ciudad de Chilecito.
El departamento comprende la ciudad de Chilecito y los distritos: Anguinán, Guanchín, La Puntilla, Los Sarmientos, Malligasta, Miranda, Nonogasta, San Miguel, San Nicolás, Santa Florentina, Sañogasta, Tilimuqui, y Vichigasta.

## Población
Según estimaciones del INDEC (Instituto Nacional de Estadísticas y Censos), la población del departamento Chilecito asciende a los 60 000 habitantes.
- Población 1991: 31 616 habitantes (Indec, 1991)
- Población 2001: 42 248 habitantes (Indec, 2001)

Para el censo 2022 el departamento registró 58 798 habitantes. Esto representó un aumento en la cantidad de personas del 18,9%, mayor al crecimiento poblacional provincial que se situó en 15,1%.Estos datos situaron al departamento como el segundo más poblado y denso de la provincia.

## Superficie y límites
El departamento tiene 4846 km² y limita al este con los departamentos Capital y Sanagasta, al sur con el departamento Independencia, al oeste con los de General Lamadrid y Coronel Felipe Varela y al norte con el de Famatina.

## Economía
Desde noviembre de 2023, el Departamento Chilecito cuenta con un parque solar en Colonia Catinzaco, instalado por la empresa MSU Argentina, con una capacidad de 32.5MW.

## Localidades y parajes
- Chilecito
- Anguinán
- Los Sarmientos
- San Miguel
- La Puntilla
- Nonogasta
- Vichigasta
- Sañogasta
- Malligasta
- Colonia Malligasta
- Tilimuqui
- Colonia Vichigasta
- Miranda
- Guanchín
- Colonia Anguinán
- San Nicolás
- Santa Florentina
- Colonia Catinzaco
- Catinzaco
- La Mejicanita

## Sismicidad
La sismicidad de la región de La Rioja es frecuente y de intensidad baja, y un silencio sísmico de terremotos medios a graves cada 30 años en áreas aleatorias. Sus últimas expresiones se produjeron:
- 12 de abril de 1899 (126 años), a las 16.10 UTC-3 con 6,4 Richter; como en toda localidad sísmica, aún con un silencio sísmico corto, se olvida la historia de otros movimientos sísmicos regionales (terremoto de La Rioja de 1899)
- 24 de octubre de 1957 (67 años), a las 22.07 UTC-3 con 6,0 Richter (terremoto de Villa Castelli de 1957): además de la gravedad física del fenómeno se unió el olvido de la población a estos eventos recurrentes
- 28 de mayo de 2002 (22 años), a las 0.03 UTC-3, con 6,0 escala Richter (terremoto de La Rioja de 2002)[6]

## Sitios de interés turístico
El departamento posee varios atractivos turísticos cuales son:
- Jardín botánico Chirau Mita
- Cuesta de miranda
- Tinkunaco en Malligasta
- Cable carril y sus diversas estaciones
- La Mejicana
- Museo Samay Huasi
- Cuesta de Guanchin
- Museo San Francisco
- Sañogasta
- Santa Florentina
- Museo Nocetta Pisseta
- Viñedos y bodegas de vino
- Circuitos de Iglesias históricas nacionales
- Reloj de sol Inca en San Nicolás
- Camino y tamberias del Inca